# مارك تشايلدريس
مارك تشايلدريس (بالإنجليزية: Mark Childress)‏ (1957، مونروفيل في الولايات المتحدة)؛ كاتِب مُتخصِّص في أدب الأطفال، سيناريست، صحفي وروائي أمريكي. درس في جامعة ألاباما.

## روابط خارجية
- مارك تشايلدريس على موقع IMDb (الإنجليزية)
- مارك تشايلدريس على موقع إن إن دي بي (الإنجليزية)